# Giedrius Čekuolis
Giedrius Čekuolis (ur. 29 marca 1959) – litewski dyplomata, w latach 2003–2009 ambasador Republiki we Francji. 

## Życiorys
Studiował stosunki międzynarodowe w MGIMO, które ukończył w 1982. Po powrocie do kraju podjął pracę w Litewskim Towarzystwie Przyjaźni i Współpracy Kulturalnej z Zagranicą.
Od 1987 zatrudniony w Ministerstwie Spraw Zagranicznych Litewskiej SRR, a od 1990 niepodległej Litwy, jako I sekretarz w Departamencie Europy Północnej. W 1992 został mianowany radcą w ambasadzie Republiki w Sztokholmie. W 1994 pełnił krótko funkcję Chargé d’affaires w Paryżu. W tym samym roku został mianowany przez prezydenta ambasadorem w Madrycie, na którym stanowisku pozostał przez pięć lat. 
W 1999 powrócił do pracy w MSZ stając na czele Departamentu Stosunków Multilateralnych, a rok później został mianowany głównym koordynatorem ds. integracji z NATO. Od 2000 do 2002 pełnił funkcję wiceministra spraw zagranicznych odpowiedzialnego za kwestie bezpieczeństwa, a później przez kilka miesięcy był sekretarzem MSZ ds. bezpieczeństwa. 
W 2003 prezydent Paksas mianował go nadzwyczajnym i pełnomocnym ambasadorem Republiki Litewskiej we Francji, akredytowanym również przy księstwie Andory, Królestwie Maroka oraz Republice Tunezji. 
Deklaruje znajomość języków angielskiego, francuskiego, hiszpańskiego i rosyjskiego.